# Darja Sergejewna Spiridonowa
Darja Sergejewna Spiridonowa (* 8. Juli 1998 in Nowotscheboksarsk) ist eine ehemalige russische Turnerin. Sie wurde im Jahr 2015 Weltmeisterin am Stufenbarren.

## Karriere
Spiridonowa gewann bei ihren ersten Weltmeisterschaften, 2014 in Nanning, die Bronzemedaille am Stufenbarren. Im Teamwettbewerb gewann sie eine weitere Bronzemedaille. Im folgenden Jahr wurde sie in Glasgow Weltmeisterin am Stufenbarren. Wegen gleicher Punktzahl wurden Fan Yilin aus China, Wiktorija Komowa aus Russland und Madison Kocian aus den Vereinigten Staaten ebenfalls Weltmeisterinnen.   
Bei den Olympischen Spielen 2016 qualifizierte sich Spiridonowa als viertbeste für das Finale am Stufenbarren. Im Finale selbst wurde sie nach einem Sturz Achte. Im Mannschaftsmehrkampf, bei dem sie am Stufenbarren antrat, gewann sie mit dem russischen Team eine Silbermedaille. 

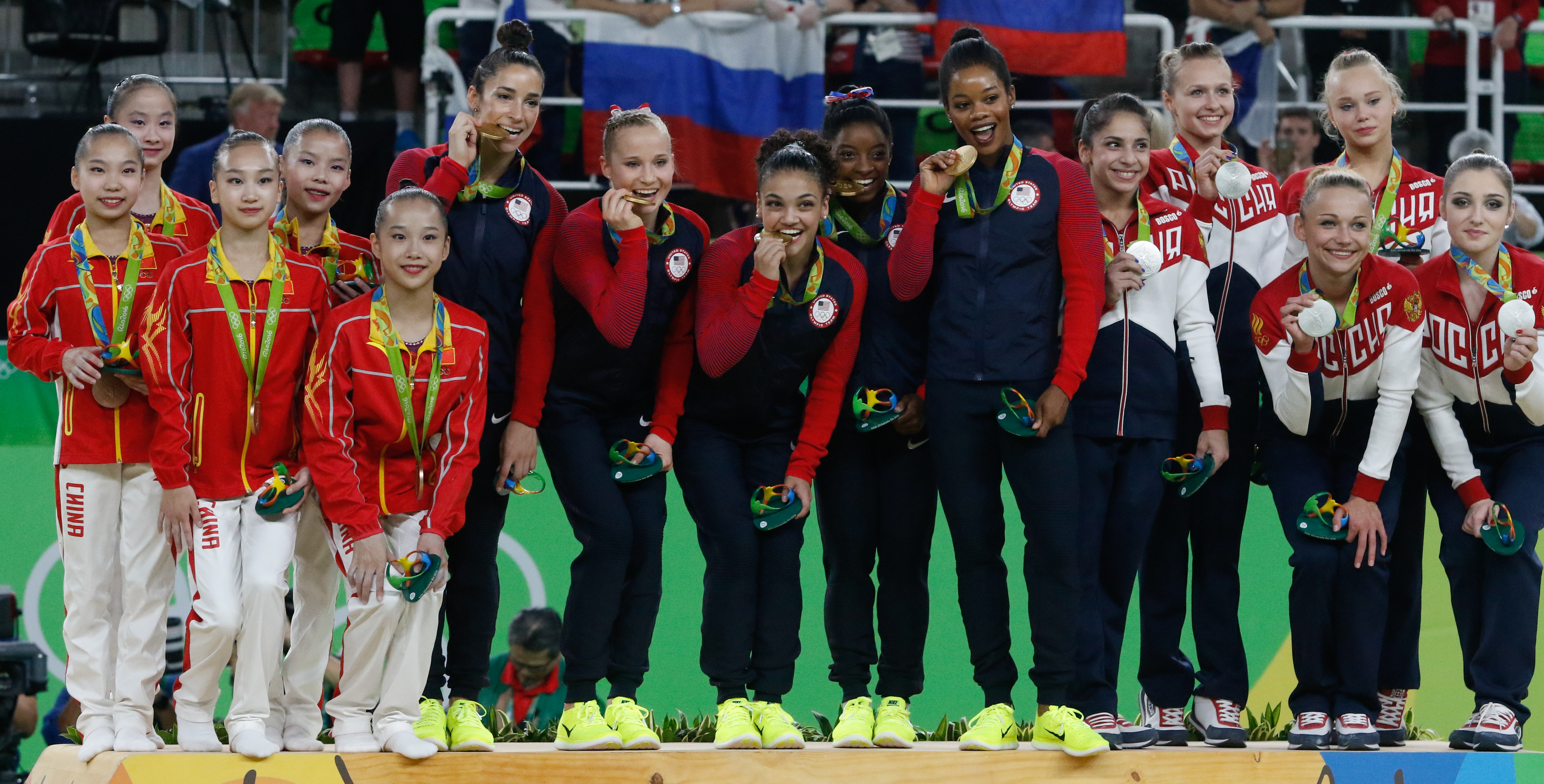
Spiridonowa (vierte von rechts) mit ihrer olympischen Silbermedaille (2016)

Bei der Sommer-Universiade 2017 gewann Spiridonowa am Stufenbarren und im Teamwettbewerb Goldmedaillen. Im Februar 2021 gab Spiridonowa ihr Karriereende bekannt.